# 24 Mile Lake
24 Mile Lake är en sjö i Kanada. Den ligger i distriktet Sudbury och provinsen Ontario, i den sydöstra delen av landet, 500 km väster om huvudstaden Ottawa.